# Тандерболт (Џорџија)
Тандерболт (Џорџија) (енгл. Thunderbolt) град је у америчкој савезној држави Џорџија. По попису становништва из 2010. у њему је живело 2.668 становника.

## Демографија
Према попису становништва из 2010. у граду је живело 2.668 становника, што је 328 (14,0%) становника више него 2000. године.
| Група             | 2000.         | 2010.         |
| Белци             | 1.339 (57,2%) | 1.341 (50,3%) |
| Афроамериканци    | 759 (32,4%)   | 936 (35,1%)   |
| Азијати           | 174 (7,4%)    | 122 (4,6%)    |
| Хиспаноамериканци | 33 (1,4%)     | 239 (9,0%)    |
| Укупно            | 2.340         | 2.668         |